# Dispositivo dirigido por regras
Na Teoria das linguagens formais e dos autômatos, um dispositivo dirigido por regras (DDR) ou dispositivo guiado por regras é qualquer máquina formal cujo comportamento dependa exclusivamente de um conjunto finito de regras. Desse modo, a cada instante de execução, a máquina determina uma configuração (chamada de configuração atual) que se alterna para a configuração seguinte com base em suas regras.
Essas regras definem, para cada configuração possível, um conjunto de configurações possíveis seguinte. Assim sendo, o DDR é dito determinístico se a cardinalidade do conjunto de de configurações possíveis seguinte é igual a 1. Caso contrário, ele é não-determinístico.